# Жирарде, Абрахам
Абраха́м Жирарде́ (фр. Abraham Girardet; 30 ноября 1764, Ле-Локль, кантон Невшатель — 2 января 1823, Париж) — франко-швейцарский рисовальщик и гравёр, мастер офорта и репродукционной гравюры. Большую часть своей жизни провёл в Париже.

## Биография
Абрахам (Авраам) Жирарде был сыном Самуэля Жирарде (1730—1807), книготорговца и издателя, и Мари-Анны, урождённой Буркен. Брат Шарля-Самуэля, Абрахама-Луи, Александра и Жюли Жирарде (1769—1817), которые также были художниками-гравёрами.
В 1783 году он отправился в Париж, где изучал рисунок и гравюру у Бенедикта Альфонса Николе.
Абрахам Жирарде разработал орнаменты для издания Библии, переведённой Жаном-Фредериком Остервальдом. Во время Французской революции 1789 года он публиковал иллюстрации текущих политических событий. В 1792 году переехал в Невшатель, где преподавал рисование, затем путешествовал по Италии. С 1795 по 1817 год снова работал в Париже над картинами по истории Французской революции. В 1806 году Абрахам получил награду за гравюру по картине Рафаэля «Преображение». В конце жизни был профессором рисунка на Мануфактуре гобеленов. Скончался 2 января 1823 года в Париже.
- Празднество Цереры. 1817. Офорт
- Триумфальное вступление французов в Берн, 25 Вентоза, 6 год Республики. Между 1793 и 1803. Офорт
- Атака на Национальный конвент. Роялистское восстание 13 вандемьера IV года (5 октября 1795 г.), стрельба перед церковью Церковь Святого Роха (Париж) Сен-Рош. Офорт
- Демонстрация в Фоксбурге, Сен-Антуан 26 апреля  1789 года. Офорт
- Резня в крепости Сен-Жан в Марселе, 17 прериаля третьего года Республики. 1795. Офорт

В области репродукционной гравюры наиболее известны следующие офорты Абрахама Жирарде:
- Преображение. По картине Рафаэля,
- Тайная Вечеря. По картине Ф. де Шампеня,
- Триумф императора Веспасиана и Тита с оригинала Джулио Романо и другие.